# The Early Years (álbum de Eluveitie)
The Early Years es un álbum recopilatorio del grupo suizo de folk metal Eluveitie. Salió a la venta con motivo del décimo aniversario del grupo y contiene canciones regrabadas del EP Vên y todas las canciones de su primer álbum de estudio, Spirit.

## Lista de canciones
| N.º | Título                                   | Duración |  |
| 1.  | «Verja Urit An Bitus» (regrabado de Vên) | 2:17     |  |
| 2.  | «Uis Elveti» (regrabado de Vên)          | 4:00     |  |
| 3.  | «Ôrô» (regrabado de Vên)                 | 1:27     |  |
| 4.  | «Lament» (regrabado de Vên)              | 4:06     |  |
| 5.  | «Druid» (regrabado de Vên)               | 6:06     |  |
| 6.  | «Jêzaïg» (regrabado de Vên)              | 4:54     |  |
| 7.  | «Spirit» (de Spirit)                     | 2:32     |  |
| 8.  | «Uis Elveti» (de Spirit)                 | 4:24     |  |
| 9.  | «Your Gaulish War» (de Spirit)           | 5:11     |  |
| 10. | «Of Fire, Wind & Wisdom» (de Spirit)     | 3:05     |  |
| 11. | «Aidû» (de Spirit)                       | 3:10     |  |
| 12. | «The Song of Life» (de Spirit)           | 3:58     |  |
| 13. | «Tegernakô» (de Spirit)                  | 6:42     |  |
| 14. | «Siraxta» (de Spirit)                    | 5:39     |  |
| 15. | «The Dance of Victory» (de Spirit)       | 5:23     |  |
| 16. | «The Endless Knot» (de Spirit)           | 6:59     |  |
| 17. | «AnDro» (de Spirit)                      | 3:42     |  |